# Bongabon
Bongabon é um município de  segunda classe de renda municipal (d) na província Nova Ecija, nas Filipinas. De acordo com o censo de 1 de maio  de  2020 possui uma população de 66 839 pessoas e 16 305 domicílios.